# Dimitrie Popovici-Bayreuth
Dimitrie (Demeter sau Demetrius) Popovici, cu cognomenul⁠(d) Bayreuth, (n. 23 iulie 1859, Iași, Principatele Unite ale Moldovei și Țării Românești – d. 6 aprilie 1927, Cluj, România) a fost un bariton român – interpret remarcabil al operelor lui Richard Wagner –, profesor și director al Conservatorului de Muzică și Declamațiune din București (în perioada 1905–1919), precum și director al Operei Române din Cluj (în perioada 1920–1927).

## Biografie
Mama sa, Iosefina Ceaikovski, de origine poloneză s-a stabilit în Moldova în anul 1839. Tatăl, Teodor Popovici, de prin părțile Neamțului s-a stabilit la Iași.
A intrat la școala elementară de pe lângă biserica „Trei Ierarhi” din Iași în anul 1867, unde l-a avut învățător pe Ion Creangă.
A început să studieze canto la Conservatorul din București cu pedagogul George Stephănescu și a continuat studiile la Veneția. Debutul l-a avut la București în 1881 în comedia muzicală românească
„Fata aerului” de Ioan Andrei Wachmann și a continuat să cânte la Opera Națională București, mai ales în opere în limba italiană.
O reprezentație în anul 1884 a operei romantice „Tannhäuser” la Opera Curții din Viena, a impresionat atât de mult încât s-a decis să se dedice cântecelor lui Wagner în viitor. A studiat din nou cu celebrul profesor Josef Gänsbacher la Viena și a început cariera de cântăreț al muzicii Wagner în 1886 la Teatrul German de Stat din Praga, unde a rămas până în 1895, devenind cunoscut ca Wotan în „Inelul Nibelungilor, ca „Olandezul zburător”, ca Wolfram von Eschenbach în „Tannhäuser”, ca Hans Sachs în „Maeștrii cântăreți din Nürnberg” sau Telramund în „Lohengrin”, Alberich în „Aurul Rinului, și în alte roluri de bariton eroic.
Curând s-a înfiripat o prietenie strănsă cu familia Wagner, în mod deosebit cu Cosima și Sigfried, care a ținut mai multe decenii. Aceste amintiri au contribuit la decizia de a-și adăoga la numele de artist, cognomenul Bayreuth.  
Din 1894 s-a impus pe scena Operei din Bayreuth ca un remarcabil interpret al operelor lui Wagner. 
La Berlin a interpretat de cel puțin 70 de ori rolul lui Alfio în opera Cavaleria rusticana.
A întreprins turnee strălucite în toate țările Europei și în cele două Americi. 
Reîntors în țară în 1905, a preluat conducerea Conservatorului din București, iar ca profesor al clasei de canto a format o serie de cântăreți remarcabili.
Lipsa de oboseală i-a fost afectată de pierderea unicului fiu, în luptele din Dobrogea în Primul Război Mondial, purtate împotriva armatei aliate bulgaro-gemane. Totuși când a fost chemat la Cluj pentru înființarea Operei Române, s-a angajat încă o dată cu tot elanul și profesionalismul său de înaltă clasă la punerea bazei acestui forum de înaltă cultură unde a fost director până la sfârșitul vieții. 
Dimitrie Popovici-Bayreuth a fost înhumat în Cimitirul Hajongard din Cluj. Mormântul său este monument istoric, cu cod LMI CJ-IV-m-B-07839.055.
Fiica sa Lili Popovici a fost actriță.

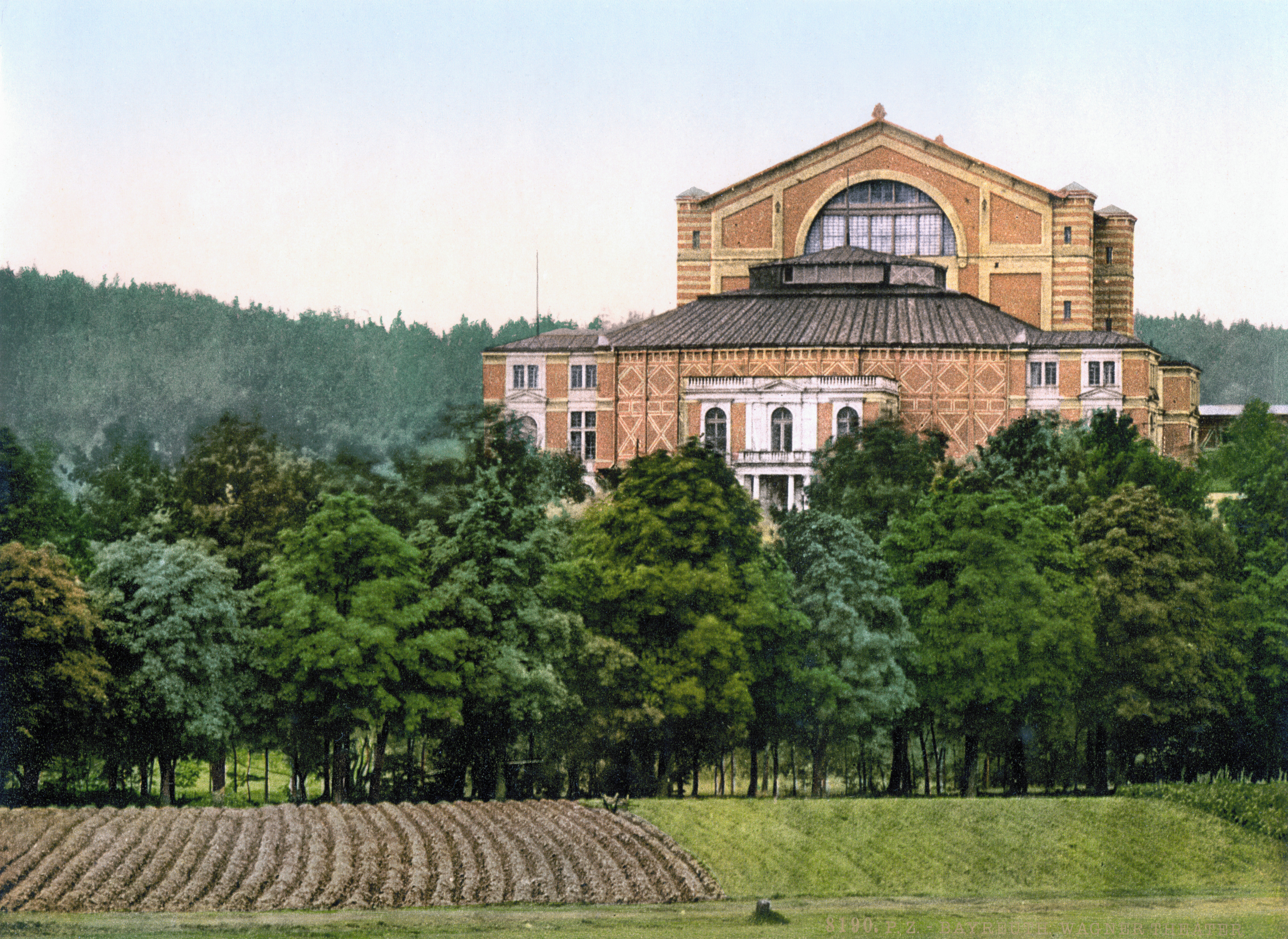
Festspielhaus din Bayreuth la 1900
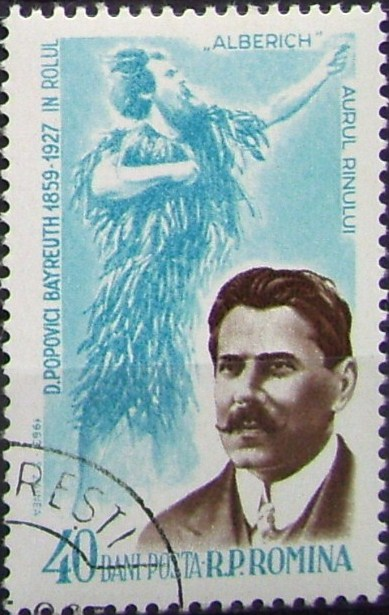
Popovici-Bayreuth pe o marcă poștală românească (1963)
Cimitirul Hajongard, Parcela II. b. Nr. topo: 56
Cimitirul Hajongard, Parcela II. b. Nr. topo: 56